# Kostenplaats
Een kostenplaats is een ten behoeve van de boekhouding en controlling afgebakende eenheid binnen een bedrijf, waaraan kosten en prestatie kunnen worden toegerekend. Een kostenplaats is meestal een afdeling van een bedrijf.
Elk bedrijf doet voortdurend uitgaven. Deze uitgaven worden bij de boekhouding geboekt als de kosten van een bepaalde kostensoort en kostenplaats. Op die manier is het mogelijk om periodiek een overzicht te maken van de kosten per kostenplaats. Dit zou dan eventueel vergeleken kunnen worden met een begroting per kostenplaats, waarna de verschillen besproken kunnen worden. Dit is een soort feedback die kan leiden tot een beter kostenbewustzijn en een efficiënter proces.
Kosten die verzameld zijn per kostenplaats kunnen vervolgens via een kostenverdeelstaat doorbelast worden naar andere kostenplaatsen. Als voorbeeld zou je kunnen denken aan de kosten van de receptie die doorbelast worden aan de afdeling (kostenplaats) verkoop. Dit proces kan op papier gebeuren, maar ook met een spreadsheet of ERP-software.
De kostenplaatsen kunnen worden onderverdeeld in:
- Hoofdkostenplaats: Dit is meestal een bestaand onderdeel of afdeling van een bedrijf, die eindproducten vervaardigt.
- Zelfstandige kostenplaats: een organisatorische eenheid (afdelingen) die niet rechtstreeks productief is, maar prestaties verricht voor andere kostenplaatsen en dus een dienstverlenend karakter heeft.
- Hulpkostenplaatsen: geen bestaand onderdeel maar een algemene kostengroepering, zoals huisvesting, algemeen beheer, beveiliging of receptie.